# Кубок Гвінеї з футболу
Кубок Гвінеї з футболу — футбольне змагання, яке щорічно проводить Футбольна федерація Гвінеї серед футбольних клубів Гвінеї. Заснований 1985 року.

## Історія
З моменту здобуття незалежності першим національним змаганням був Кубок ПДГ (розігрувався з 1960 року), переможці якого 1963 та 1965 років кваліфікувалися відповідно до Ліги чемпіонів КАФ 1964/65 та 1966/67. Пізніше володарі національного кубка 2004 року кваліфікувалися до Ліги чемпіонів Африки 2005 року (кваліфікація), оскільки жодного рзграшу того року не проводилися. Національний чемпіонат вперше було організовано в сезоні 1965/66 років. У період з набуттям незалежності та 1970 року команди сформували команди за регіональним рівнем; лише після цього районні команди перетворені в клуби (наприклад, Конакрі 1 у «Калум Стар», Конакрі 2 — у «Гафія»).
У 2019 році «Гороя» стає переможцем Кубка Гвінеї 2019/20 років і кваліфікувалося до суперкубка Гвінеї 2019/20 та попереднього етапу Ліги чемпіонів Африки 2019/20 років.
У березні 2020 року, на початку поширення коронавірусу в Гвінеї, національні кубкові змагання не було організовано через пандемію.

## Формат
Взяти участь може будь-яка команда з країни, проводиться за системою прямого вибування.
Переможець турніру кваліфікується до Кубку конфедерації КАФ.

## Переможці та фіналісти
| Сезон | Переможець        | Результат        | Фіналіст                    |
| ----- | ----------------- | ---------------- | --------------------------- |
| 1985  | «Калум Стар»      |                  |                             |
| 1986  | «Олімпік Каканде» |                  |                             |
| 1987  | АСФАГ (Конакрі)   |                  |                             |
| 1988  | «Олімпік Каканде» |                  |                             |
| 1989  | «Гороя»           |                  |                             |
| 1990  | «Манкона»         |                  |                             |
| 1991  | АСФАГ (Конакрі)   |                  |                             |
| 1992  | «Гафія»           |                  |                             |
| 1993  | «Гафія»           |                  |                             |
| 1994  | «Гороя»           |                  |                             |
| 1995  | «Гороя»           |                  |                             |
| 1996  | АСФАГ (Конакрі)   |                  |                             |
| 1997  | «Калум Стар»      |                  |                             |
| 1998  | «Калум Стар»      | 1 - 1 (6-5 пен.) | «Мінорс»                    |
| 1999  | «Гороя»           |                  | «Калум Стар»                |
| 2000  | «Фелло Стар»      | 2 - 1            | «Гороя»                     |
| 2001  | «Калум Стар»      |                  |                             |
| 2002  | «Гафія»           | 5 - 3            | «Сателіт»                   |
| 2003  | «Етуаль де Гвіні» |                  | «Атлетіко Етуаль де Коло»   |
| 2004  | «Фелло Стар»      | 2 - 2 (5-4 пен.) | «Клуб Індустріел де Камсар» |
| 2005  | «Калум Стар»      | 0 - 0 (5-4 пен.) | «Ганган»                    |
| 2006  | «Сателіт»         | 1 - 0            | «Клуб Індустріел де Камсар» |
| 2007  | «Калум Стар»      | 1 - 0            | «Сателіт»                   |
| 2008  | «Сателіт»         | 1 - 1 (5-3 пен.) | «Секвенс»                   |
| 2009  | «Барака Джома»    | 0 - 0 (4-3 пен.) | «Гафія»                     |
| 2010  | «Секвенс»         | 0 - 0 (3-1 пен.) | «Сателіт»                   |
| 2011  | «Секвенс»         | 3 - 1            | «Ашанті Голден Бойс»        |
| 2012  | «Секвенс»         | 0 - 0 (3-1 пен.) | «Ашанті Голден Бойс»        |
| 2013  | «Гороя»           | 1 - 0            | «Клуб Індустріел де Камсар» |
| 2014  | «Гороя»           | 3 - 0            | «Клуб олімпік де Коя»       |
| 2015  | «Калум Стар»      | 1 - 0            | «Гороя»                     |
| 2016  | «Гороя»           | 2 - 1            | «Калум Стар»                |
| 2017  | «Гафія»           | 0 - 0 (4-1 пен.) | «Гороя»                     |
| 2018  | «Гороя»           | 1 - 0            | «Вакрія»                    |
| 2019  | «Гороя»           | 3 - 0            | «Клуб Індустріел де Камсар» |

## Титули по клубах
| Клуб                          | Чемпіон | Роки чемпіонств                                      |
| ----------------------------- | ------- | ---------------------------------------------------- |
| «Гороя»                       | 9       | 1989, 1994, 1995, 1999, 2013, 2014, 2016, 2018, 2019 |
| «Калум Стар»                  | 7       | 1985, 1997, 1998, 2001, 2005, 2007, 2015             |
| «Гафія»                       | 4       | 1992, 1993, 2002, 2017                               |
| АСФАГ (Конакрі)               | 3       | 1987, 1991, 1996                                     |
| «Секвенс»                     | 3       | 2010, 2011, 2012                                     |
| «Фелло Стар»                  | 2       | 2000, 2004                                           |
| «Олімпік Каканде» (КІ Камсар) | 2       | 1986, 1988                                           |
| «Сателіт»                     | 2       | 2006, 2008                                           |
| «Манкона»                     | 1       | 1990                                                 |
| «Етуаль де Гвіні»             | 1       | 2003                                                 |
| «Бакара Джома»                | 1       | 2009                                                 |